# Kaboom!
Kaboom! è un videogioco per Atari 2600 sviluppato e pubblicato dell'Activision nel 1981.
Curato nello sviluppo da Larry Kaplan, il gioco è poi uscito nel 1982 per Atari 5200 e i computer Atari 8-bit.

## Modalità di gioco
In Kaboom! bisogna prendere con delle bacinelle sovrapposte, manovrate tramite il controller paddle, le bombe lasciate cadere dal dinamitardo matto. Se ne hanno a disposizione inizialmente tre. Si guadagnano punti per ogni bomba presa e una bacinella extra (per un massimo di tre) ogni 1.000 punti. Una bacinella è persa ogni volta che si manca una bomba. Andando avanti nel gioco le bombe vengono sganciate sempre più irregolarmente e velocemente.
Mentre il dinamitardo matto lascia cadere le bombe, il suo viso è triste. Se invece al giocatore scappa una bomba, sorride mentre tutte le bombe sullo schermo esplodono. Il libretto di istruzioni fa riferimento a qualcosa di speciale che succede al superamento dei 10.000 punti. Il viso del dinamitardo assume un'espressione di sorpresa. Questa vi rimane anche quando al giocatore sfugge una bomba. Il gioco termina al raggiungimento di 999.999 punti.
La conversione per Atari 8-bit aggiunge anche una modalità multigiocatore in simultanea, dove un giocatore lancia le bombe e l'altro le riceve.

## Sviluppo
Progettato da Larry Kaplan, Kaboom! è un gioco derivato da Avalanche, un arcade del 1978 di Atari. Lo schema di gioco è fondamentalmente lo stesso, tranne che in Kaboom! è stato rivisto il tema di gioco sostituendo le rocce cadenti con il "Dinamitardo Matto" (Mad Bomber). Larry Kaplan originariamente voleva convertire Avalanche per Atari 2600 ma l'ostacolo tecnico che si trovò a fronteggiare furono i massi allineati nella parte superiore dello schermo che rendeva difficile, se non impossibile, la conversione su Atari 2600 per via delle limitazioni della console: da qui la decisione di utilizzare un dinamitardo che gettasse delle bombe. Lo sprite del personaggio fu realizzato da David Crane. La versione Atari 2600 è stata realizzata con soli 2 KB di codice.